# Роналд Лопатни
Роналд Лопатни (хрв. Ronald Lopatny; Загреб, 19. септембар 1944 — Загреб, 5. мај 2022) био је југословенски и хрватски ватерполиста, освајач златне медаље на Олимпијским играма 1968. године.

## Спортска биографија
Рођен је 19. септембра 1944. године у Загребу. Као дечак бавио се пливањем у Пливачком и ватерполо клубу Напријед са загребачке Шалате. Његов најбољи пливачки резултат је друго место на 100 метара слободним стилом, на јуниорском првенству Југославије. Међутим, није се дуго задржао у пливању, али је остао у истом клубу. Остао је у води, али се окренуо ватерполу. Већ с 15 година заиграо је у првој екипи ватерполиста загребачког Наприједа, у тадашњој републичкој лиги.
Био је члан екипе Медвешчака која је као друголигаш 1966. године освојила Зимско првенство Југославије. Две године касније, 1968, прешао је у Младост за коју је одиграо пет најбољих година у каријери, завршивши каријеру већ 1973. године. Трипут је са тимом Младости освојио Куп европских шампиона, и то 1968, 1969. и 1971. године, трипут првенство Југославије, 1969, 1970. и 1971, а двапут је био најбољи играч и стрелац лиге, 1970. и 1971. године.
За репрезентацију Југославије наступио је 150 пута. Освајач је златне олимпијске медаље у Мексику 1968. године. На следећим играма у Минхену 1972. године био је члан тима који је освојио пето место. На Европском првенству 1966. у Утрехту и 1970. године у Барселони је освојио бронзане медаље, а на Медитеранским играма 1967. у Тунису и 1971. у Измиру златне медаље. Престао је да игра ватерполо у 29. години, када је био на врхунцу каријере.

## Приватни живот
Дипломирао је на Економском факултету у Загребу. Његова бивша супруга је певачица Тереза Кесовија. Годинама је био власник ресторана у Палмотићевој улици у Загребу. Има кћерку која се зове Маја Лена. Касније је био ожењен глумицом Миом Беговић.